# حمله به مقر حزب دموکرات کردستان
حمله به مقر حزب دموکرات کردستان حمله‌ای موشکی در ۱۷ شهریور ۱۳۹۷ بود که طی آن نیروی هوافضای سپاه پاسداران مقر فرماندهی حزب دموکرات کردستان در
کوی‌سنجق کردستان عراق را با پرتاب ۷ موشک کوتاه‌برد زمین به زمین فاتح ۱۱۰ مورد هدف قرار داد. به گفته حزب دموکرات کردستان ۱۵ نفر از اعضای رهبری، کادرها و پیشمرگان این حزب در این حملات کشته و حدود ۴۰ نفر نیز زخمی شده‌اند  که با درگذشت یکی از مجروحان پس از گذشت ۱۲ روز، شمار کشتگان به ۱۶ نفر رسید. سپاه پاسداران اعلام کرد که این حمله در پاسخ به حمله مسلحانه این گروه در تیر ۱۳۹۷ به پاسگاه مرزی قرارگاه حمزه سیدالشهدا نیروی زمینی سپاه در منطقه مریوان در استان کردستان که به کشته‌شدن ۱۰ نفر از مرزبانان منجر شده بود و در پی بی‌توجهی سران این گروه به هشدارهای مسئولین اقلیم کردستان عراق، مبنی بر عزم جمهوری اسلامی ایران برای برچیدن پایگاه‌های آنان و پایان بخشیدن به عملیات‌های مسلحانه آن‌ها در برخی مناطق مرزی غرب ایران انجام شده‌است.

## حمله
در روز شنبه ۱۷ شهریور ۱۳۹۷ ستاد مرکزی حزب دموکرات کردستان در خلال برگزاری جلسه سران و رهبران این حزب مورد حمله موشکی سپاه پاسداران انقلاب اسلامی قرار گرفت. این جلسه در محلی به نام «قلعه دموکرات» در شهرستان کوی‌سنجق در ۷۰ کیلومتری شرق اربیل، مرکز اقلیم کردستان عراق برگزار شده بود. به گفته سخنگوی این حزب حمله موشکی یک ساعت و نیم پس از شروع جلسه سران حزب انجام شد که در آن مقر حزب دموکرات کردستان و نیز مقر حزب دموکرات کردستان ایران مورد حمله قرار گرفت.

## کشته‌شدگان
به گفته حزب دموکرات کردستان ۱۵ نفر از اعضای رهبری، کادرها و پیشمرگان این حزب در این حملات کشته و حدود ۴۰ نفر نیز زخمی شده‌اند. از جمله مصطفی مولودی دبیرکل، خالد عزیزی دبیرکل سابق و سایر اعضای هیئت سیاسی حزب که در میان زخمی شدگان هستند. همچنین ابراهیم ابراهیمی (زوه‌ای)، رحمان پیروتی، نسرین حداد، هاشم عزیزی، عثمان عثمانی و سهیلا قادری از جمله اعضای کمیته مرکزی حزب دموکرات کردستان بودند که در این حمله کشته شده‌اند. به گفته حسن‌زاده با توجه به ناپدیدشدن شماری از اعضای حزب، ممکن است تعداد کشته‌شدگان بیشتر از ۱۵ نفر باشد.
یکی از مجروحان این حملهٔ موشکی به نام قادر عزتی اهل مریوان معروف به‌ مامه‌ قاله‌ ریشه‌ نیز پس از گذشت ۱۲ روز از ماجرا به دلیلی جراحات وارده در بیمارستان درگذشت. با درگذشت او تعداد کشتگان حمله به ۱۶ تن رسید.